# بزرگ‌دره ژمچوگ

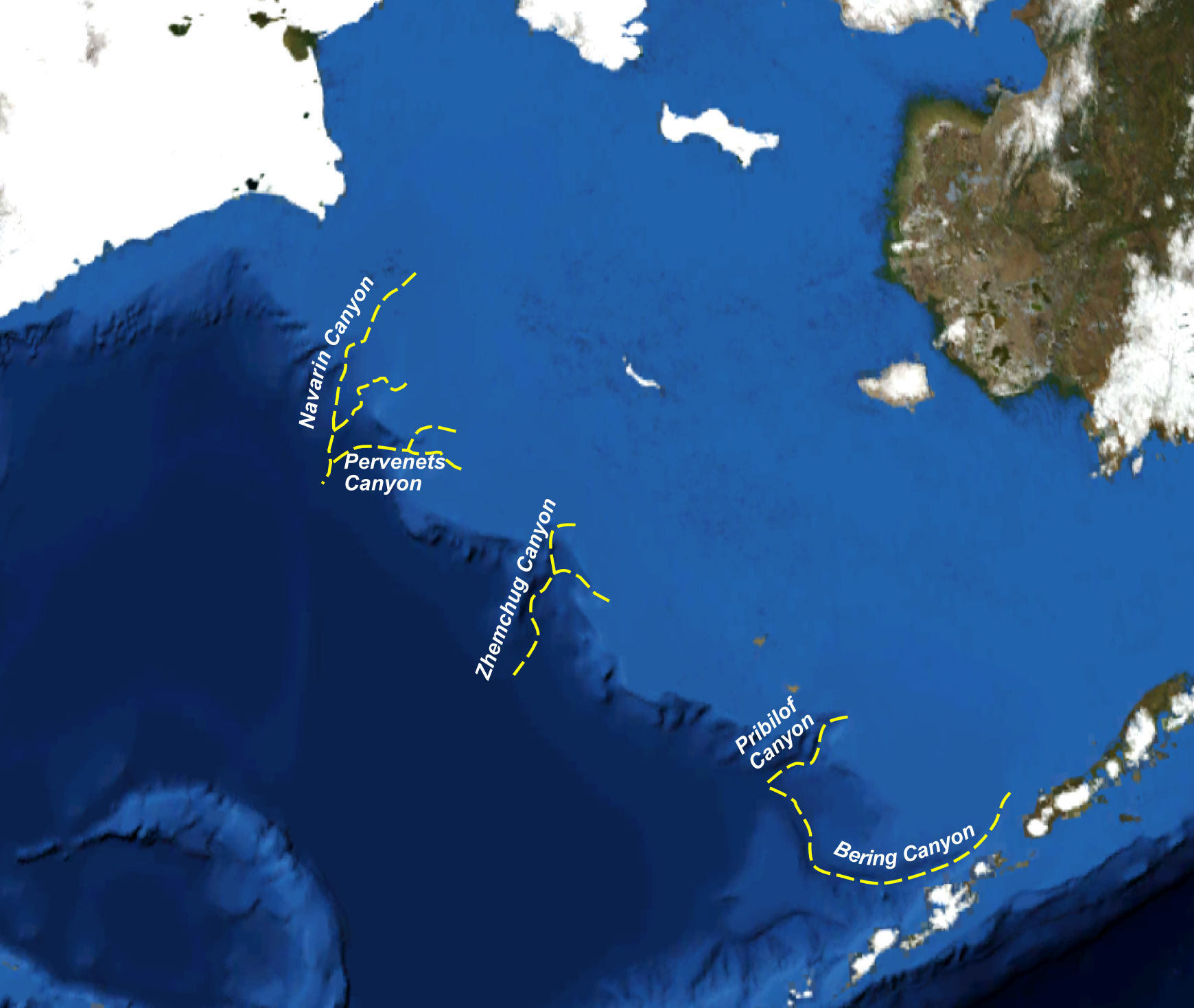
در نمای هوایی دریای برینگ، بزرگ‌دره ژمچوگ در مرکز دریا دیده می‌شود.

بزرگ‌دره ژمچوگ بزرگ‌ترین درهٔ زیرآبی جهان است.
این بزرگ‌دره در میانهٔ دریای برینگ در اقیانوس آرام شمالی واقع شده‌است.
دره ژمچوگ از بزرگ‌دره گرند کنیون آمریکا بزرگ‌تر است.